# 関東地方あしたのお天気
『関東地方あしたのお天気』（かんとうちほうあしたのおてんき）とは2016年3月25日までTBSで毎週金曜日21:54 - 22:00に放送されていた天気予報である。かつては全曜日に放送していた。

## 概要
- 番組開始時には「ブッポッポッ」という音のチャイム（プッシュボタン式電話機で、「177」と押した際の音程）が鳴っていた。
- 内容としては、お天気キャスターがお天気カメラをバックに天気の概況を伝え、その後、番組宣伝VTRを背景に明日の予報と東京の週間予報を伝える形で放送していた。
- 番組開始当初から1994年9月までは、日本気象協会（東京・大手町の気象庁庁舎内）にあった、TBSのサテライトスタジオ[1]から放送していた。その後、TBS本社・放送センターの完成に伴う制作拠点の一元化という方針もあって、スタジオはNスタジオを中心としたTBS本社のスタジオへ移動した。
- TBS公式ホームページの番組表では、番組タイトルが『あすの天気』となっていたうえに、当番組の公式サイト（下記参照）ではなく「お天気ガイド」 のページにリンクされていた。
- 当番組が終了した2016年4月以降は『中居正広のキンスマ』の放送時間が22:00まで拡大されている。

## 番組タイトルの変遷
番組タイトルは何度か変わっている。
- あしたのお天気
- お天気メモ 気象協会スタジオ
- お天気ガイド 気象協会スタジオ
- 明日のお天気 気象協会スタジオ
- 日本列島あしたのお天気
- 関東地方あしたのお天気
- 一都八県あしたのお天気

「日本列島あしたのお天気」のタイトルで放送されていた期間は、番組を2つのパートに区切り、前半で番組タイトル通りに全国の概況と予報を（この部分はTBS以外の一部系列局でもネットしていた模様）。その後1分程度のCMを挟み、「一都八県あしたのお天気」へとタイトルを変え、関東地方と山梨県、静岡県（予報は伊豆半島のみ、気温は静岡市）の予報を伝える構成であった。なお、関東ローカルの番組形態へ移行した後もしばらくは「日本列島あしたのお天気」のタイトルのまま、途中のCMをなくした上で前半は全国の天気を、最後に関東地方と山梨県、静岡県（予報は伊豆半島のみ、気温は静岡市）の予報（その後全国の天気が無くなり最後の部分が残った）を伝える構成で続き、2013年時点では予報も純粋に関東地方のみを伝える構成となっていた。
これらとは別に、1980年代半ばから1990年代初頭にかけては、プロ野球中継前後に放送する時に『ナイター速報あしたのお天気』として放送した例もある（当然のことながら、雨天中止などでプロ野球の試合がなかった日は、ナイター速報は休止となり天気予報のみが放送された）。

## 歴代キャスター
日本列島-も含める。
- 滝良子
- 石渡のり子
- 森りつ子
- 高橋加代子
- 高山しげみ
- 本城ゆき
- 相沢早苗
- 石井和子
- 小池達子
- 鈴木葉子
- 鈴木淑子
- 志摩のぶ子
- 白井裕子
- 高橋遼子
- 角熊ゆきえ
- 長谷川綾子
- 藤森涼子
- 増田葉子（諸事情により降板）
- 山本潤
- 土屋晴乃
- 西島まどか
- 三浦奈保子（気象予報士）
- 河島未怜（気象予報士）

他

## BGM
1990年代までは、BGMとしてレインドロップス（鈴木葉子・増田葉子・志摩のぶ子3人のユニット）の『そっとさよなら』（インストゥルメンタルバージョン）が流されていた。